# Altshausen
Altshausen ist eine Gemeinde im nördlichen Landkreis Ravensburg zwischen Donautal und Bodensee. Überregional bekannt ist der Ort durch das Schloss Altshausen, die ehemalige Residenz des Landkomturs der Ballei Schwaben-Elsass-Burgund des Deutschen Ritterordens und ehemaliger Wohnsitz von Carl Herzog von Württemberg.

## Geographie

### Lage
Altshausen liegt in Oberschwaben, etwa vierzig Kilometer nördlich des Bodensees. Nordwestlich der Gemeinde befindet sich der Naturpark Obere Donau. Südöstlich der Gemeinde befindet sich der Höhenzug Altdorfer Wald.

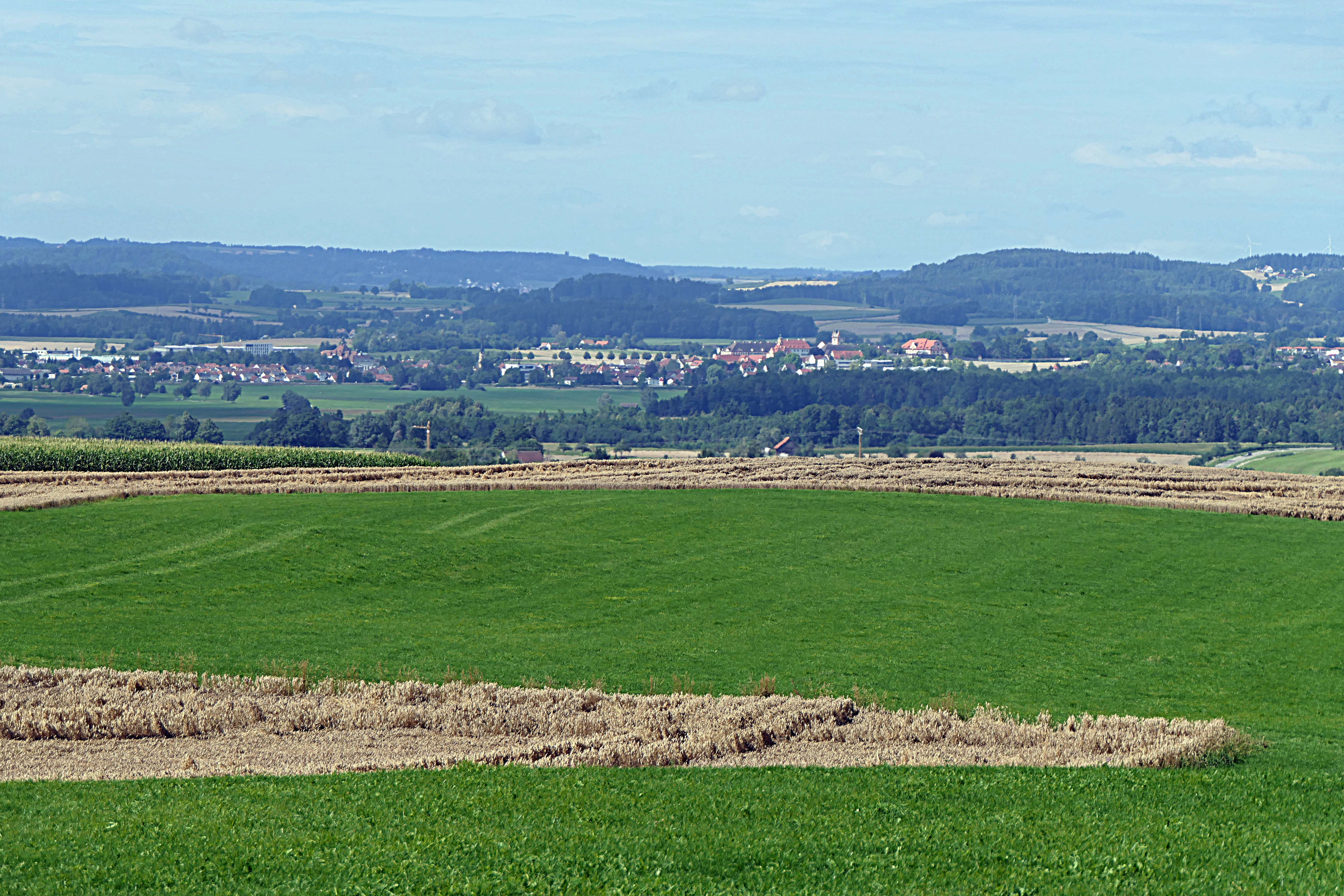
Altshausen von Nordosten

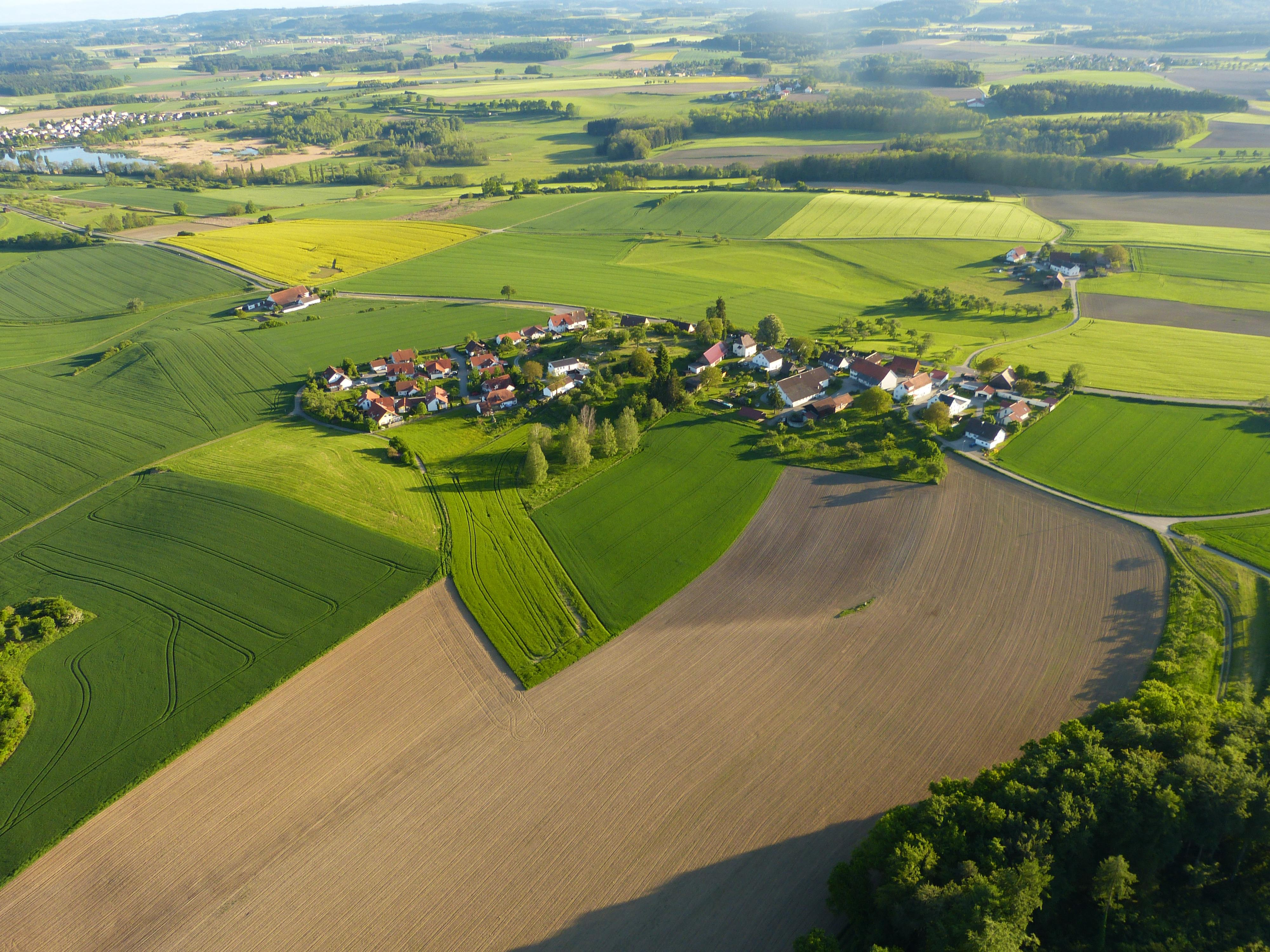
Luftbild von Hirschegg

### Schutzgebiete
Westlich der Ortsmitte, direkt an der Bundesstraße 32, liegt das rund 50 Hektar große Naturschutzgebiet „Altshauser Weiher“. Im Gebiet sind mehr als 300 Gefäßpflanzenarten, über 60 beobachtete Vogelarten sowie diverse Fisch-, Libellen- und Amphibienspezies beheimatet.

Südwestlich von Altshausen liegt das 57 Hektar große Naturschutzgebiet „Dolpenried“, ein kleines Hochmoor mit Übergangsmoor auf abgetorften Flächen mit Blindsee und Schwingrasen.
Beide Schutzgebiete sind Teil des FFH-Gebiets „Feuchtgebiete um Altshausen“ als auch des Vogelschutzgebiets „Blitzenreuter Seenplatte mit Altshauser Weiher“.

## Geschichte
Die Gegend um Altshausen war schon in der Frühgeschichte stark besiedelt. Neben keltischen Grabhügeln südlich von Altshausen wurden auch im 19. Jahrhundert Spuren einer römischen Straße und eines römischen Gutshofes entdeckt.
Der Name der Siedlung wird erstmals mit Wolfrad von Altshausen, einem Vasallen Heinrichs II. im Jahr 1004 erwähnt. Seine Nachkommen bezeichneten sich ab 1134 als Grafen von Veringen, aus denen später die Grafen von Nellenburg hervorgingen. Der Ort selbst konnte sich unter den nachfolgenden Besitzern bis zur Mediatisierung 1803 Reichsdorfähnliche Rechte erhalten.
Im Jahre 1264 erhielt der Deutsche Orden Besitz in Altshausen und Umgebung und trat damit die Besitznachfolge von Heinrich von Bigenburg an. Herrschaftsmittelpunkt bildete die Burg Altshausen. In den folgenden beiden Jahrhunderten gelang es dem Deutschen Orden, eine kleine arrondierte Herrschaft um den Herrschaftsmittelpunkt Altshausen aufzubauen. Seit 1440 residierte der Landkomtur der Deutschordensballei Schwaben-Elsass-Burgund in Altshausen. Im 18. Jahrhundert ließ der Deutsche Orden ein weitläufiges Barockschloss errichten, das jedoch unvollendet blieb (siehe Schloss Altshausen).

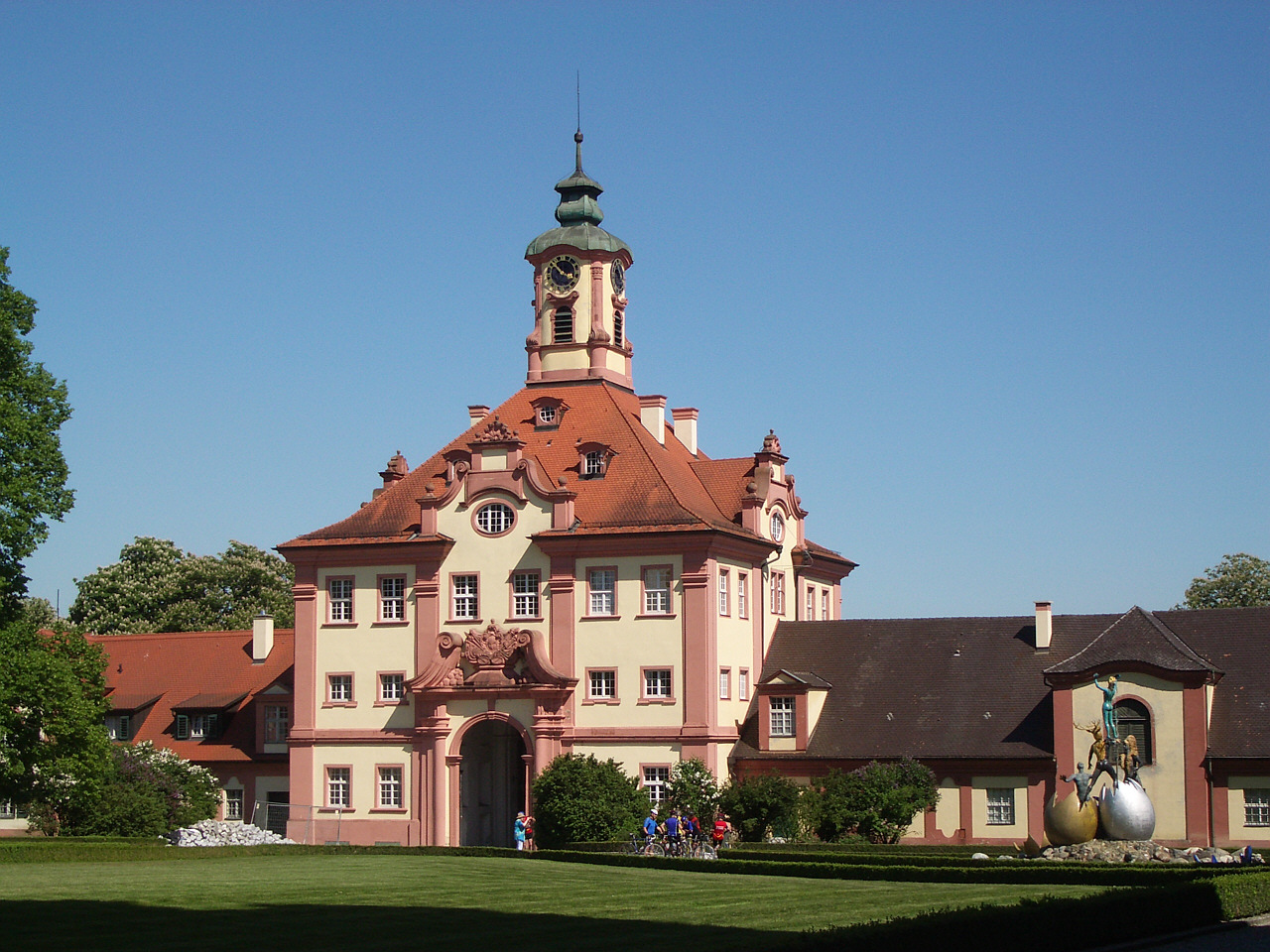
Torgebäude des Schlosses Altshausen

Die Deutschordenskommende Altshausen umfasste zunächst den zentralen Ort Altshausen mit acht dazugehörigen Weilern und Höfen: die Weiler Ragenreute und Reute, je zwei Höfe in Hirschegg, Hangen und Baltshaus, sowie je einen Hof in Häusern, Hundsrücken und Zwirtenberg. In Altshausen und Umgebung lagen vier große Pachthöfe: Maierei Altshausen, Lichtenfeld, Tiergarten und Arnetsreute. Darüber hinaus zählten zur Kommende die Pfarrdörfer
Ebersbach mit dem Weiler Ried, Hochberg mit dem Weiler Luditsweiler, Fleischwangen, Pfrungen,
und die Dörfer Eichstegen, Kreenried mit dem Weiler Käfersulgen sowie Mendelbeuren.

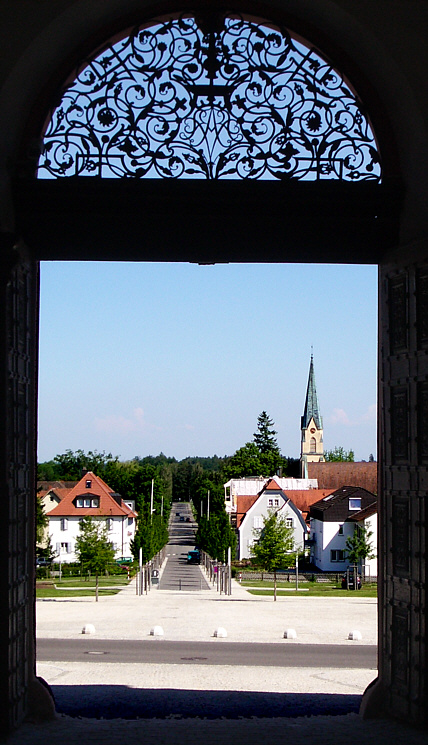
Marktplatz

Insgesamt lebten 1806 1683 Untertanen in der Herrschaft. In diesem Gebiet nahm der Deutsche Orden sämtliche Herrschaftsrechte wahr; nur beim Zehnten gab es noch andere Berechtigte. Außerdem befanden sich zwölf Lehnshöfe im Besitz anderer Grundherrschaften; das Dorf Mendelbeuren hatte der Deutsche Orden vom Bistum Konstanz als Reichenauisches Lehen inne. Dagegen besaß der Orden in anderen Herrschaften ebenfalls eigene Lehnsgüter. Zur Kommende Altshausen gehörten die Herrschaften Hohenfels, Ellhofen, Arnegg, Achberg und das Gut Illerrieden an der Iller. Daneben verfügte sie über ein Haus in Ravensburg, über Besitz in Sipplingen und Immenstaad am Bodensee sowie über Weinberge am Bodensee in Hinterhausen und Wallhausen. Auf zwei ordenseigenen Alpen im Bregenzer Wald, der Rindbergalp und der Hirschgundalp bei Sibratsgfäll, wurde Vieh gehalten und eine Sennerei betrieben.

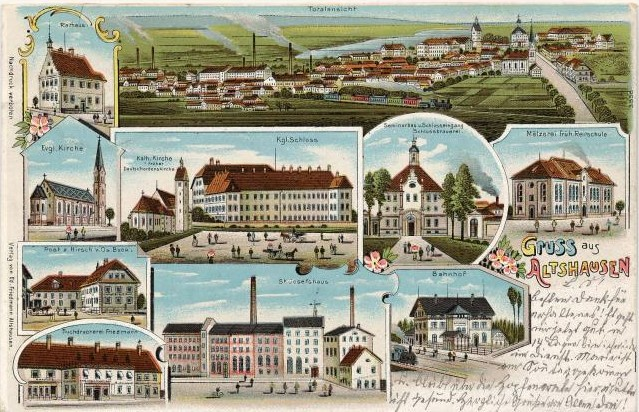
Postkarte aus Altshausen (um 1900)

Im Jahr 1806 fiel die Kommende Altshausen im Zuge der Säkularisation und Mediatisierung zunächst an das Königreich Bayern; nur das Dorf Pfrungen wurde von zwei badischen Soldaten besetzt. Im darauffolgenden Jahr gelang es König Friedrich I. von Württemberg jedoch auf dem Verhandlungswege, die Kommende in seinen Besitz zu bringen. Er übernahm das Schloss als Privateigentum. 1810 erwarb er die Herrschaft Altshausen durch Tausch gegen die württembergische Herrschaft Weiltingen bei Dinkelsbühl (die an Bayern fiel) ebenfalls für sein Privatvermögen. Zur Verwaltung der Besitzungen wurde in Altshausen ein Hofkameralamt eingerichtet, das bis 1965 bestand und dann nach Friedrichshafen verlegt wurde.
Im Königreich Württemberg gehörte Altshausen zum Oberamt Saulgau.
Nachdem in den 1820er Jahren die ersten Hopfenanlagen angelegt worden waren, entwickelte sich Altshausen zu einem bedeutenden Anbaugebiet für hochwertigen Hopfen. Durch die Konkurrenz mit billigem Hopfen aus dem Ausland verlor der Hopfenanbau jedoch an Bedeutung und wurde um 1960 eingestellt.
Im Jahr 1837 wurde eine Zuckerfabrik errichtet. Die Bauern ermutigte man zum Rübenanbau, der sich jedoch als äußerst arbeitsaufwändig und nicht allzu gewinnträchtig erwies. Zeitweise beschäftigte die Zuckerfabrik in der Saison fast 1000 Arbeitskräfte, darunter viele Taglöhner. Als die Firma 1854 in Konkurs ging, wurde sie von der badischen Zuckerfabrik übernommen. Im Jahr 1892 gab man die Fabrik endgültig auf. Später nutzten die Franziskanerinnen von Reute das große Fabrikgebäude unter dem Namen „Josefshaus“ als Invalidenhaus, später als Alten- und Pflegeheim. Heute ist die Altenhilfeeinrichtung „Wohnpark St. Josef“ der St.-Elisabeth-Stiftung Bad Waldsee dort untergebracht.
Von überörtlicher Bedeutung war ebenfalls das Martinshaus, 1869 von Johann Leopold mit Unterstützung des Gustav-Adolf-Vereins gegründet, um evangelischen Jugendlichen in der oberschwäbischen Diaspora Religionsunterricht und die Konfirmation zu ermöglichen. Die Einrichtung bestand bis 1977.
Während der Zeit des Königreichs kamen die Monarchen nur gelegentlich nach Altshausen, entweder über Nacht auf der Durchreise oder zur Jagd. Als jedoch König Wilhelm II. von Württemberg im November 1918 abdankte, überließ er das Schloss als Wohnsitz dem präsumtiven Thronfolger Herzog Albrecht von Württemberg (1865–1939), der als Generalfeldmarschall einer der höchsten deutschen militärischen Führer im Ersten Weltkrieg gewesen war. Nach dem Tod des Königs fiel Schloss Altshausen mit dem gesamten Hofkammergut an die im 19. Jahrhundert katholisch gewordene Linie des Hauses Württemberg.
Herzog Albrecht ließ das Schloss herrichten und 1927 an der Rückseite der Schloss- und Pfarrkirche eine Gruft errichten, wohin er die verstorbenen Mitglieder seiner Familie überführen ließ. Bis heute ist diese Gruft Familiengrablege des Hauses Württemberg. Nach seinem Tod trat Philipp Albrecht Herzog von Württemberg (1893–1975) die Nachfolge an.
Die Gemeinde Altshausen gehörte noch bis 1938 zum Oberamt Saulgau, das seit 1934 „Kreis Saulgau“ hieß und 1938 in den neuen Landkreis Saulgau überführt wurde. 1945 geriet Altshausen in die Französische Besatzungszone und kam somit zum neu gegründeten Land Württemberg-Hohenzollern, welches 1952 im Land Baden-Württemberg aufging.
Im Schloss Altshausen residierte von 1975 bis zu seinem Tod 2022 Carl Herzog von Württemberg (1936–2022) mit seiner Familie. Dieser ist seit 1960 verheiratet mit Diane (* 1940), geborene d’Orléans, die als Künstlerin bekannt geworden ist. Einige ihrer Kunstwerke sind im Schlosspark zu sehen. Das Schloss selbst ist der Öffentlichkeit nicht zugänglich.
Seit 1972 ist Altshausen Teil und Sitz des Gemeindeverwaltungsverbandes Altshausen. Ein Jahr später wurde die Gemeinde im Zuge der Kreisreform in Baden-Württemberg dem Landkreis Ravensburg zugeordnet.

## Religionen
Für die überwiegend katholische Bevölkerung Altshausens gibt es mit der Pfarr- und Schlosskirche St. Michael eine römisch-katholische Kirche. Auch die seit 1855 bestehende evangelische Kirchengemeinde verfügt über ein eigenes Kirchengebäude.

## Politik

### Gemeinderat
Der Gemeinderat in Altshausen besteht normalerweise aus 14 Personen, da nicht genügend Bewerber zur Verfügung standen, konnten nur 12 Personen gewählt werden. Er besteht damit aus diesen 12 gewählten ehrenamtlichen Gemeinderäten und dem Bürgermeister als Vorsitzendem. Der Bürgermeister ist im Gemeinderat stimmberechtigt.
Die Kommunalwahl am 9. Juni 2024 führte zu folgendem Ergebnis:
| Partei / Liste | 2024          | 2024  | 2019          | 2019  | 2014          | 2014  |
| Partei / Liste | Stimmenanteil | Sitze | Stimmenanteil | Sitze | Stimmenanteil | Sitze |
| -------------- | ------------- | ----- | ------------- | ----- | ------------- | ----- |
| CDU            | 92,47 %       | 11    | 42,4 %        | 6     | 54,7 %        | 8     |
| ödp            | 7,53 %        | 1     | 7,9 %         | 1     | 6,7 %         | 1     |
| FWV            | –             | –     | 49,6 %        | 7     | 38,6 %        | 5     |

Die Wahlbeteiligung lag bei 55,51 % (2019: 59,5 %).

### Bürgermeister
Am 28. November 2010 wurde Kurt König mit 94,35 Prozent der abgegebenen Stimmen bei einer Wahlbeteiligung von 37,4 Prozent in seinem Amt als Bürgermeister von Altshausen bestätigt und trat am 22. Januar 2011 seine vierte Amtsperiode an (erste Wahl 1987). Im Oktober 2014 wurde Patrick Bauser zum neuen Bürgermeister gewählt. Er trat das Amt im Januar 2015 an. Am 23. Oktober 2022 wurde Bauser mit 95,5 Prozent der Stimmen für eine zweite Amtszeit wiedergewählt.

### Wappen
| Wappen der Gemeinde Altshausen | Blasonierung: „In einem von Gold (Gelb) und Schwarz gevierten, silbern (weiß) bordierten Schild ein silbern (weiß) bordiertes schwarzes Kreuz mit Tatzenenden (Deutschordenskreuz).“ |
| Wappen der Gemeinde Altshausen | Wappenbegründung: Von 1268 bis 1806 bestand in Altshausen eine Kommende des Deutschen Ordens, die seit dem 15. Jahrhundert auch Residenz des Landkomturs der Bailei Elsaß-Schwaben-Burgund war. An sie erinnert das Deutschordenskreuz in dem 1930 von der Archivdirektion Stuttgart empfohlenen und in der Folge von der Gemeinde geführten Wappen. Ein ähnliches Wappen, bei dem das Balkenkreuz jedoch wie beim Hochmeisterwappen mit einem Lilienkreuz und einem Herzschild mit dem Reichsadler belegt gewesen ist, war schon zuvor aufgrund des Gemeinderatsbeschlusses vom 19. März 1926 in die Dienstsiegel aufgenommen worden. |

### Partnerschaften
Partnergemeinden von Altshausen sind
- Bicske (Ungarn), seit 1996
- Sausset-les-Pins (Frankreich), seit 2009

## Kultur und Sehenswürdigkeiten

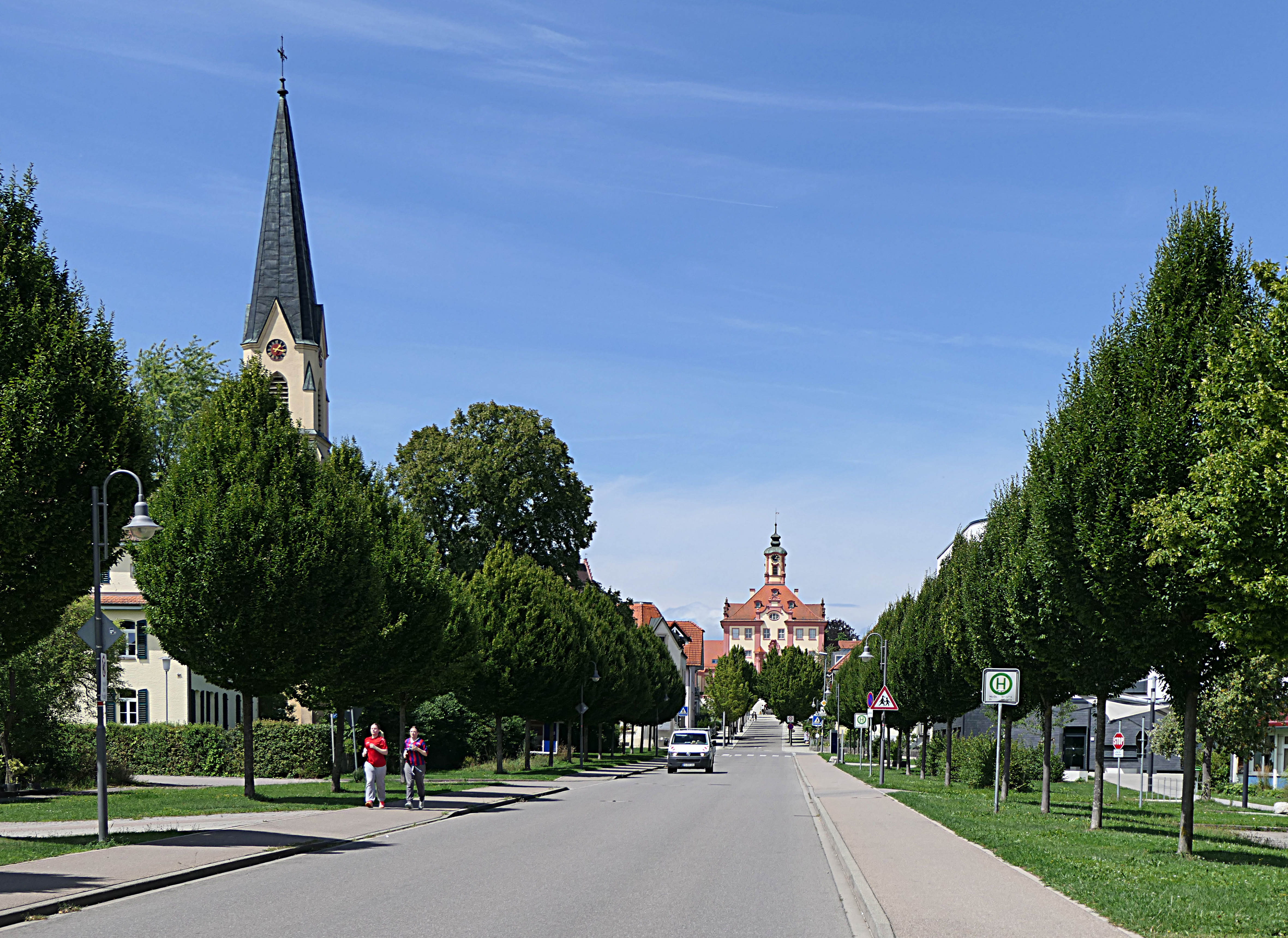
Herzog-Albrecht-Allee mit evang. Kirche und Schloss Altshausen

Altshausen liegt an der Oberschwäbischen Barockstraße und am Schwäbische-Alb-Oberschwaben-Weg, die beide an vielen Sehenswürdigkeiten vorbeiführen. Der Ort ist durch Alleen geprägt. Vom Schloss aus führt die Herzog-Albrecht-Allee Richtung Südosten. Sie war ursprünglich 3,5 Kilometer lang, wurde aber durch den Bau der Bahnstrecken unterbrochen. An der Allee liegt der Hardtweiher, welcher um 1800 das Zentrum eines Seeparks bildete.

### Deutschordenskommende
Hauptsehenswürdigkeit sind die Gebäude der ehemaligen Deutschordenskommende Altshausen:
- Schloss Altshausen
- Pfarr- und Schlosskirche St. Michael
- Heiliges Grab zu Altshausen bei der Pfarr- und Schlosskirche
- Grablege des Hauses Württemberg bei der Pfarr- und Schlosskirche
- Hermannus-Kapelle und Hermannus-Ausstellung in der Pfarr- und Schlosskirche zur Erinnerung an Hermann den Lahmen (1013–1054)
- Linde im Schlossinnenbereich mit einem Stammumfang von 7,32 m (2015).[12]

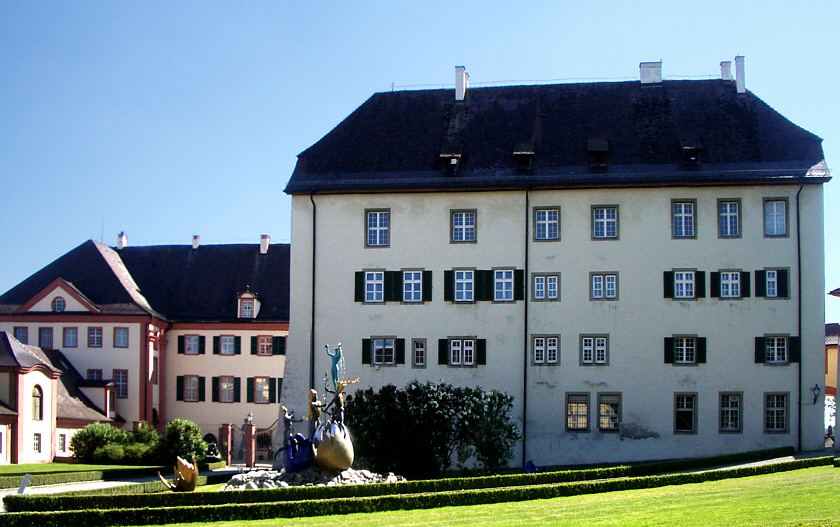
Schloss, Alter Bau
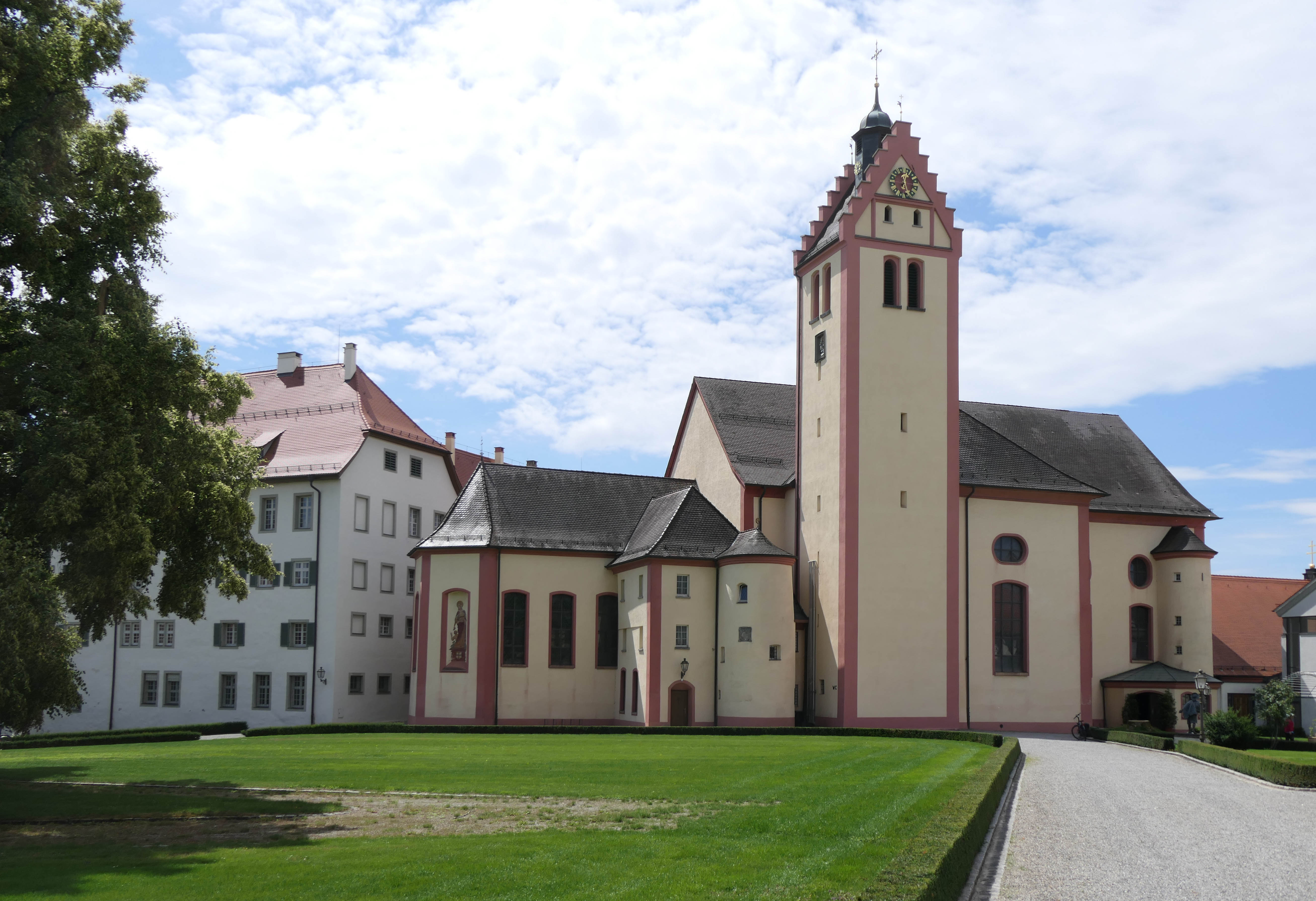
Schlosskirche St. Michael
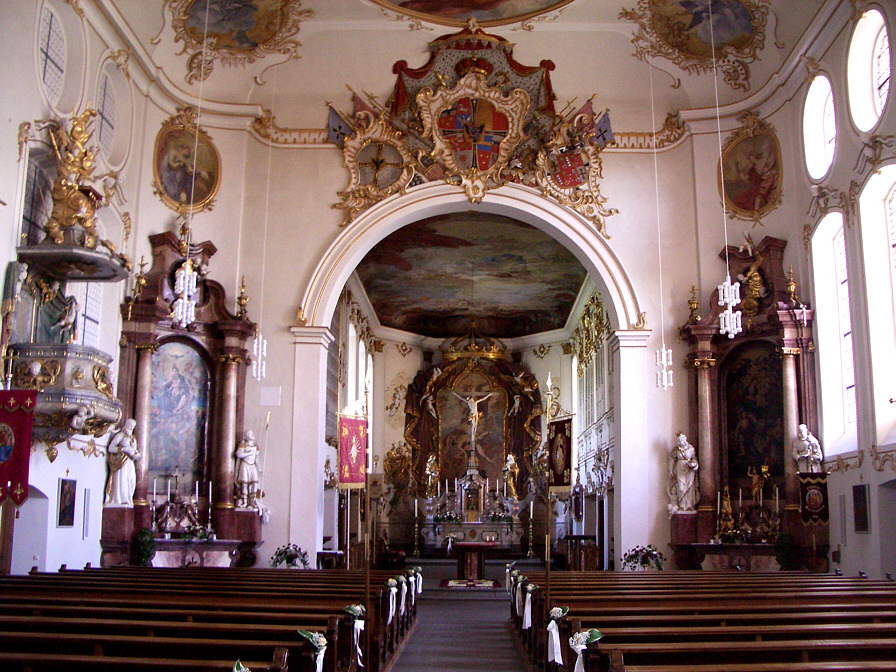
Schloss- und Pfarrkirche St. Michael, Inneres
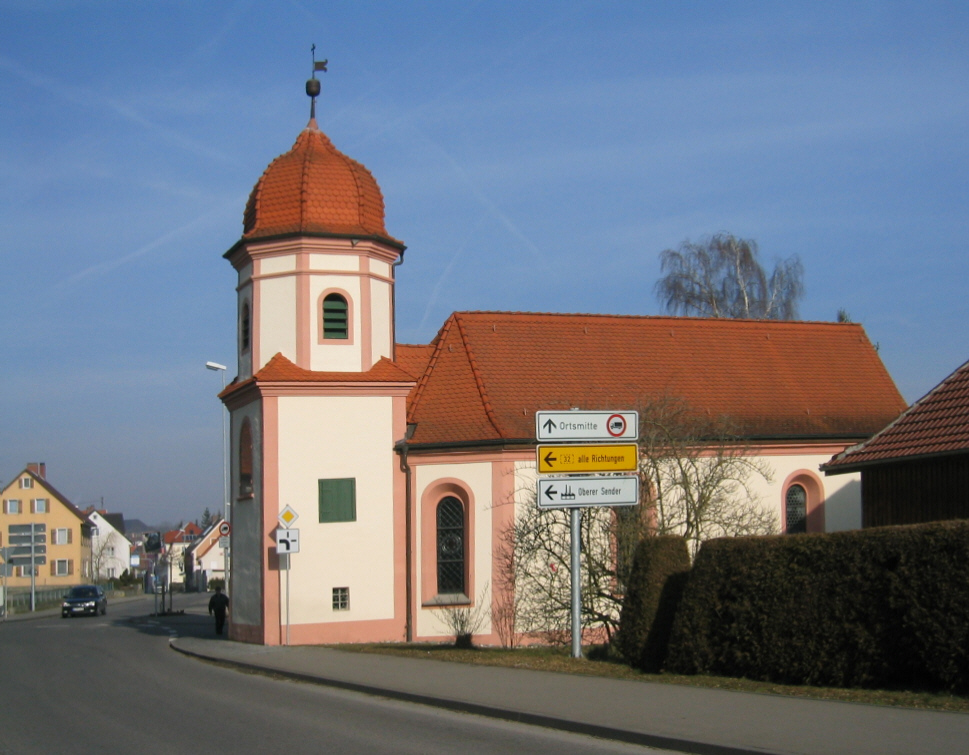
Marienkapelle Altshausen

### Kapellen
An den ehemaligen Ortsausgängen stehen vier Kapellen:
- die Friedhofskapelle St. Salvator an der Straße nach Bad Saulgau, seit 2009 renoviert und für Beerdigungsgottesdienste genutzt
- die oktogone barocke St.-Anna-Kapelle an der Straße nach Ebersbach-Musbach
- die gotische, barockisierte Marienkapelle
- die barocke, im 19. Jahrhundert umgestaltete Kreuzkapelle

### Vereine
Zu den zahlreichen Vereinen in Altshausen gehört die Bürgergarde zu Pferd Gelbe Husaren, die seit 1960 die Tradition der 1748–1812 bestehenden Bürgergarde der Deutschordenskommende wiederbelebt.
Der FV Sportfreunde Altshausen spielt seit 1978 in der Bezirksliga Donau. Nach dem Aufstieg in die erste Landesliga im Jahr 1987 folgt der Abstieg.
Der Musikverein Altshausen spielt in der Mittelstufe und besteht aus etwa 55 Musikern. Er nimmt regelmäßig an Wertungsspielen teil. Der Verein besteht seit 1782 und ist somit einer der ältesten Vereine im Landkreis Ravensburg.

### Regelmäßige Veranstaltungen
Alle zwei Jahre findet das Kinderfest mit Festumzug statt. An dem Umzug beteiligen sie die örtlichen Schulen und Vereine.
Jährlich findet das Marktplatzfest des Musikvereins Altshausen statt.
Bis 2013 fand jährlich die deutsche Nordic Walking Meisterschaft im Halbmarathon in Altshausen statt.

## Wirtschaft und Infrastruktur
In Altshausen ist der Firmensitz der Hofkammer des Hauses Württemberg, des Wirtschaftsunternehmens des Hauses Württemberg.

### Verkehr

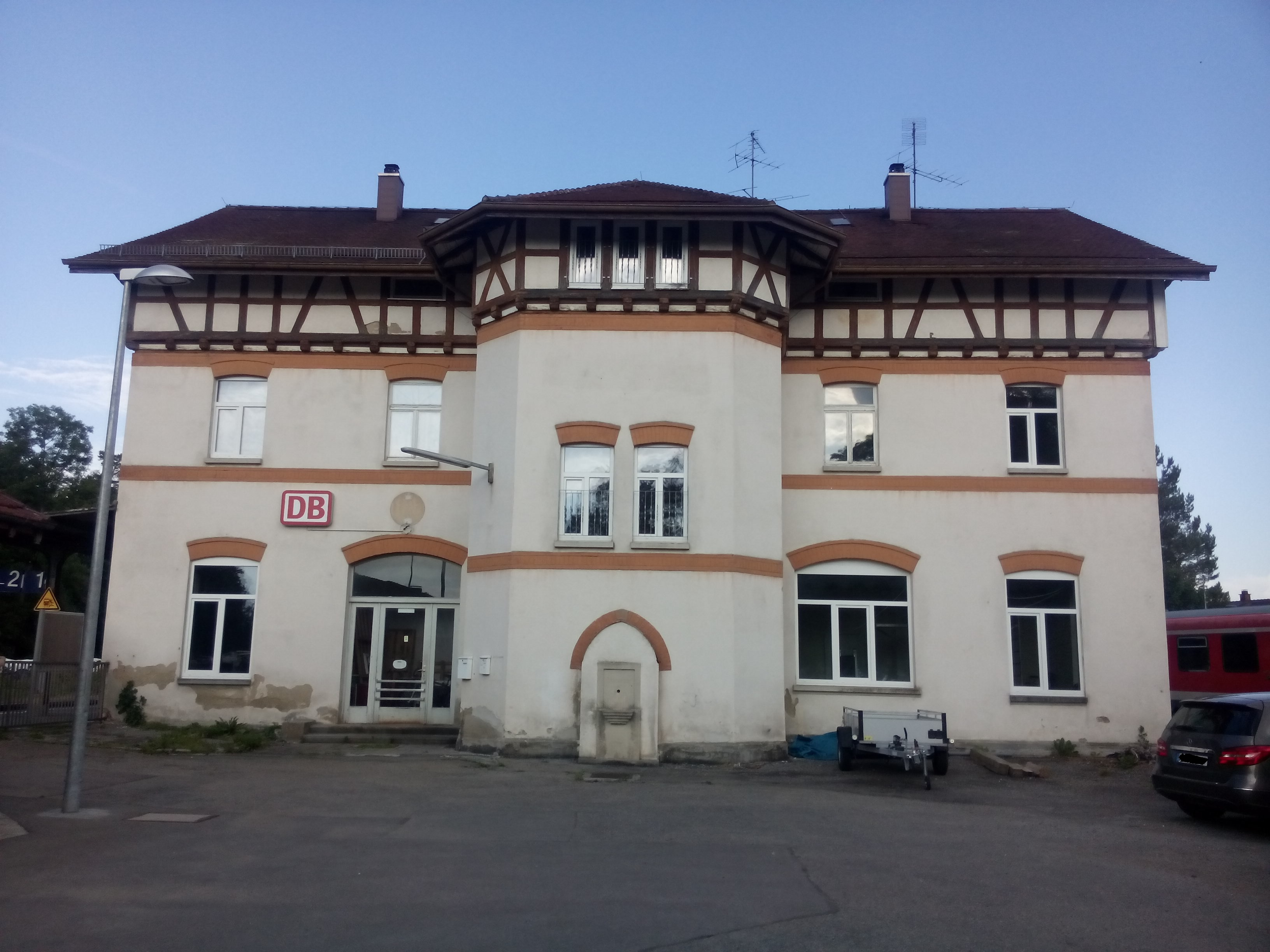
Bahnhofsgebäude Altshausen. Links die Gleise 1 und 2 an der Bahnstrecke Herbertingen–Isny, rechts Gleis 5 der Strecke nach Pfullendorf mit dem Radexpress Oberschwaben

Die Bundesstraße 32 (Lindenberg im Allgäu–Hechingen) verbindet Altshausen mit dem überregionalen Straßennetz. Die Gemeinde ist mit einigen Buslinien u. a. mit Aulendorf und Ravensburg verbunden und gehört dem Bodensee-Oberschwaben Verkehrsverbund (bodo) an.
Altshausen liegt an der Bahnstrecke Herbertingen–Isny, von dieser zweigt in Altshausen die Bahnstrecke Altshausen–Schwackenreute ab, die aber heute nur noch bis Pfullendorf in Betrieb ist und 2004 – nach der vorangegangenen Einstellung des Güterverkehrs – stillgelegt wurde. 2009 wurde die Strecke Altshausen–Pfullendorf reaktiviert und wird seit 2011 regelmäßig im Freizeitpersonenverkehr genutzt. Von Mai bis Mitte Oktober verkehrt der 3-Löwen-Takt-Radexpress „Oberschwaben“ an allen Sonn- und Feiertagen zwischen Aulendorf, Altshausen, Ostrach und Pfullendorf. Im Frühjahr 2017 wurde der planmäßige Güterverkehr auf der Strecke mit Holzzügen aufgenommen. Gleichzeitig wird die Strecke im Ausflugsverkehr aufgewertet durch Modernisierung der Haltepunkte, Wiederinbetriebnahme der Schrankenanlagen an den Bahnübergängen und durch den Radexpress Oberschwaben (ab 2018).
Durch eine Alltagsroute aus dem Radnetz Baden-Württemberg ist Altshausen über Boms mit Bad Saulgau und in der anderen Richtung über Wolpertswende und Weingarten mit Ravensburg verbunden. 
Durch Altshausen führt als Landes-Radfernweg der Oberschwaben-Allgäu-Radweg. Er ist eine Rundstrecke über Ulm und Tettnang und verläuft von Wilhelmsdorf über Fleischwangen und Ebenweiler nach Altshausen und weiter über Aulendorf nach Bad Schussenried.

### Bildung
Die Herzog-Philipp-Verbandsschule ist eine Grund- und Hauptschule mit Werkrealschule. Dazu gibt es auch ein Progymnasium, eine Förderschule und ein Hör- und Sprachheilzentrum mit Kindergarten. Für die jüngsten Einwohner bestehen zwei römisch-katholische Kindergärten.

## Persönlichkeiten

### Ehrenbürger
- Kurt König, Bürgermeister a. D.
- Philipp II. Albrecht Herzog von Württemberg (1893–1975)
- Carl Herzog von Württemberg (1936–2022)

### Söhne und Töchter der Gemeinde
- Hermann von Reichenau (1013–1054), Mönch, Komponist, Wissenschaftler und Schriftsteller
- Johannes Lang (1583–1618), Abt
- Karl Elkart (1880–1959), Architekt und Stadtplaner
- Carl Gottfried Gok (1869–1945), Geschäftsmann, Politiker (DNVP) und Reichstagsabgeordneter
- Gustav Mesmer (1903–1994), Flugfahrradbauer
- Georg Laub (1906–1986), Architekt
- Jost Metzler (1909–1975), Marineoffizier
- Josef Schmid (* 1953), Mittelstreckenläufer
- Walter Bauhofer (* 1963), Koch

### Weitere mit der Gemeinde in Verbindung stehende Persönlichkeiten
- Carl Herzog von Württemberg (1936–2022), Unternehmer und Chef des Hauses Württemberg
- Diane Herzogin von Württemberg (* 1940), Künstlerin, Ehefrau von Carl von Württemberg
- Anselm Günthör OSB (1911–2015), katholischer Moraltheologe
- Friedrich Herzog von Württemberg (1961–2018), Unternehmer, Sohn von Carl und Diane von Württemberg